# Arbejdsmiljøet i forandring - om ny teknologi og kemi
|  | Denne artikel er oprettet af botten Steenthbot ud fra en ekstern database. Den kan derfor have sproglige fejl eller mangler. Denne skabelon kan fjernes efter kontrol af indholdet. |

Arbejdsmiljøet i forandring - om ny teknologi og kemi er en dansk dokumentarfilm fra 1984 instrueret af Ole Henning Hansen efter eget manuskript.

## Handling
Filmen beskriver nogle konkret oplevede arbejdssituationer inden for det grafiske område og metalområdet. Beskrivelserne af typografernes og smedens arbejde handler bl.a. om arbejdsmiljøet før og nu, om da man gik fra blyet til skærmen og fra den gammeldags drejebænk til den "indpakkede" numerisk styrede maskine.